# Lac Kuhurluy
Le lac Kuhurluy est un liman fluviatile situé dans le Boudjak, au sud-ouest de l'Ukraine, au sud de la Bessarabie. D'une superficie de 82 km2, il fait partie de l'ensemble géomorphologique du delta du Danube.
Le lac est désigné site Ramsar depuis le 23 novembre 1995.